# Ryan Peniston
Ryan Peniston (nació el 10 de noviembre de 1995) es un tenista profesional británico.
Peniston su ranking ATP más alto de singles fue el número 123, logrado el 18 de julio de 2022. Su ranking ATP más alto de dobles fue el número 384, logrado el 13 de junio de 2022.
Peniston hizo su debut en el cuadro principal de la ATP en individual, en el Torneo de Queen's Club 2022 como Wildcards, donde derrotó al primer cabeza de serie y al no. 5 del mundo Casper Ruud en sets seguidos para su primera victoria ATP. Alcanzó los cuartos de final en su primer torneo de nivel ATP por primera vez al derrotar a otro jugador del top 50, Francisco Cerundolo. Como resultado, hizo su debut entre los primeros 150 en el ranking de individual.
En el Torneo de Eastbourne 2022 alcanzó la segunda ronda como Wildcards al derrotar al octavo cabeza de serie Holger Rune. Luego derrotó a Pedro Martínez antes de perder ante su compatriota Jack Draper en los cuartos de final.
Peniston hizo su debut en el cuadro principal de Grand Slam como wildcard en Wimbledon 2022, alcanzado la segunda ronda.